# Strange Beautiful Music
Albums de Joe Satriani
Live in San Francisco
(2001) Is There Love in Space?
(2004)
Strange Beautiful Music est le titre du neuvième album de Joe Satriani, sorti en 2002. C'est également le nom de la maison de production qui produit l'album ainsi que plusieurs autres de Satriani.

## Titres
1. Oriental Melody - 3:56
2. Belly Dancer - 5:02
3. Starry Night - 3:55
4. Chords Of Life - 4:13
5. Mind Storm - 4:12
6. Sleep Walk - 2:46
7. New Last Jam - 4:19
8. Mountain Song - 3:31
9. What Breaks A Heart - 5:20
10. Seven String - 4:02
11. Hill Groove - 4:10
12. The Journey - 4:09
13. The Traveler - 5:39
14. You Saved My Life - 5:02
15. The Eight Steps - 5:44 *
16. Slick - 3:41 *

Note : Les deux dernières pistes sont des bonus

## Musiciens
- Joe Satriani : guitare (électrique & acoustique), banjo, basse claviers
- Matt Bissonette : basse
- Jeff Campitelli : batterie
- Éric Caudieux : claviers
- John Cuniberti : percussions

### Musiciens additionnels
- Robert Fripp : guitare électrique
- Gregg Bissonette : batterie
- Pia Vai : harpe